# Ridge Racer 7
Ridge Racer 7 é um jogo eletrônico de corrida e um dos lançamentos do PlayStation 3, assim como o jogo original foi um dos lançamentos do PlayStation original. O jogo tem mais de 50 carros, muitos dos quais foram tirados a retorno de Ridge Racer 6 e algumas encarnações do Ridge Racer do PSP. Há também 22 pistas, disponíveis em frente, verso e modo espelho (desbloqueado quando o principal do jogo é preenchido). O jogo possui gráficos de resolução 1080p (um dos poucos jogos para PS3 têm este recurso) correndo a 60 frames por segundo. Caracteriza também o som "surround Dolby Digital 5.1" e livre jogabilidade online através da PlayStation Network.
O jogo foi primeiramente revelado em 2006 na E3 em um trailer, e o primeiro trailer do jogo foi demonstrado em 2006 pela Tokyo Game Show. Em 22 de fevereiro de 2007 um livre download demo foi lançado na PlayStation Store.
Tal como muitos outros jogos da série, que apresenta uma abertura que a modelo virtual Reiko Nagase aparece.

## Jogabilidade
Mantendo a essência dos títulos anteriores da série, o jogo é focado em corridas de alta velocidade com mecânicas que simulam a modalidade drift, permitindo que o jogador deslize por curvas sem perda de velocidade constante. Entre as novidades, destaca-se a personalização dos motores e carroceria, que por consequência alteram o desempenho e manuseio do veículo durante as partidas. O título também oferece uma maior ênfase no uso do vácuo aerodinâmico para aumentar a velocidade do veículo, algo até então pouco explorado nos títulos anteriores.

### Modos de corrida

#### Single player
- Ridge State Grand Prix - A básica corrida com campeonatos que rodam pelo mundo.
- Manufacturer's Trials - Corridas especiais que permitem depois da corrida comprida você pode liberar peças para personalizar seu carro.
- UFRA Single Event - Corridas especiais com restrições.
- Extreme Battle - Corridas extras permitindo simples campeonatos com carros normais e especiais com extrema dificuldade maxima.

#### Multiplayer
- Global Time Attack - Modo de julgamento no qual os jogadores do mundo todo com seus carros ao redor do circuito possam correr o mais rápido possível e após a sua melhor volta a vezes sobre uma liderança global.
- Standard Race - Uma norma de corrida através da Internet que pode correr com até 14 jogadores.
- Pair Time Attack - Semelhante ao Global Time Attack, mas, em vez de duas vezes combina os pilotos trabalhando em conjunto para alcançar rapidamente subabdominais nos circuitos (esse modo também é usado por muitos para correr com os seus próprios carros personalizados se assemelhando como uma batalha de dois jogadores).
- Team Battle - os jogadores são divididos em equipes "azul" e "vermelho" (outras cores são destaque, como o amarelo, verde e rosa), com um sistema de pontos utilizado para decidir qual equipe ganha depois de uma corrida.
- Pair Battle - os jogadores são divididos em equipas de dois, e o time vencedor é o time com o menor tempo total corrida.
- UFRA Special Event - Um conjunto de 25 eventos extra, baixado gratuitamente a partir da PlayStation Store, uma dificuldade muito mais elevada do que em qualquer caso, no modo em Ridge State Grand Prix. A escolha dos automóveis é frequentemente "preset" ou "massivamente" estreitada para baixo.
- Multi Race - uma corrida modo para dois jogadores na mesma tela. Este não é um modo online.

## Sistema de classificação
Um ranking mundial sistemático é utilizado para classificar jogadores. Ele utiliza uma combinação de FP (Fame points), CR (Crédits, o jogo da moeda) e OBP (Online Battle Points, adquirida no corridas on-line) para a elaboração de um número global de RP (Ridge Points), que são exibidos na tela do jogador Ridge Estado BI. Uma explicação mais aprofundada é apresentada aqui. Um certo número de jogadores têm utilizado uma falha no jogo para ganhar quantidades maciças de PF e CR em um curto espaço de tempo.

## Extras
Em 22 de Março de 2007, a Namco liberou download de extras e conteúdo um descarregável para Ridge Racer 7, através da PlayStation Network. Este conteúdo inclui eventos extra (a UFRA Special Event) e decalques especiais para customizar o teto do carro. Os jogadores também têm a opção de compra adicional de música para o seu jogo. Esses add-ons são adicionados ao os E.U. Os decalques e os eventos são gratuitos, enquanto que a música do fundo podem ser comprados por música ou em embalagens para preços a partir de $ 0,99 a $ 14,99.

## Carros
Os carros estão categorizados em 4 Rightclasses, sendo elas com o nome category 4, 3, 2 e 1, a versão de carros melhores está voltada de "trás para frente", pois os carros mais "fracos" estão disponibilizados na Ct4, os carros melhorados na Ct3, os fortes na Ct2 e os mais potentes e dificultos na Ct1, uma coisa que os fans esperavam era a classe totalmente dividida em carros normais e especiais, o que não aconteceu na sétima edição, os carros especiais estão misturados na Ct1 com os carros mais potentes do jogo, mais a Category 1 é também chamada de Part SP por conter os carros especiais na categoria.

### Lista de carros

#### Assoluto
- Fatalita (Ct2 e Ct1) - Ganha a compra.
- Bisonte (Ct2 e Ct1) - Ganha em uma corrida da Ct2 e a compra.
- Fatalita Complete (Ct2) - Ganha em um duelo.
- Bisonte Complete (Ct2) - Ganha quando você completa 100 pontos na carreira com carros da Assoluto.
- Pronzione (Ct1 | SP) - Ganha em um duelo dificultativo.

#### Age
- Propheite (Ct4, Ct3, Ct2 e Ct1) - Ganha em uma corrida da Ct4 e a Compra.
- Abeille (Ct4, Ct3, Ct2 e Ct1) - Ganha a compra.
- Propheite Complete (Ct3) - Ganha quando você completa 100 pontos na carreira com carros da Age.
- Abeille Complete (Ct3) - Ganha em um duelo.
- Ultranova (Ct1 | SP) - Ganha em um duelo dificultativo.

#### Danver
- Bayonet (Ct4, Ct3, Ct2 e Ct1) - Ganha em uma corrida da Ct4 e a compra.
- Hijack (Ct2 e Ct1) -G anha a compra.
- Bayonet Complete (Ct3) - Ganha quando você completa 100 pontos na carreira com carros da Danver.
- Hijack Complete (Ct2) - Ganha em um duelo.
- Basscruiser (Ct1 | SP) - Ganha em um duelo dificultativo.

#### Gnade
- Magnifico (Ct4, Ct3, Ct2 e Ct1) - Ganha a compra.
- Esperanza (Ct2 e Ct1) - Ganha em uma corrida da Ct2 e a compra.
- Esperanza Complete (Ct2) - Ganha quando completa 100 pontos na carreira com carros da Gnade-
- G00 (Ct1 | SP) - Ganha em um duelo dificultativo.

#### Himmel
- EO (Ct2 e Ct1) - Ganha em uma corrida da Ct4 e a compra.
- EO Complete (Ct2) - Ganha quando você completa 100 pontos na carreira com carros da Himmel
- 490B (Ct1 | SP) - Ganha em um duelo dificultativo.

#### Kamata
- Fiera (Ct4, Ct3, Ct2 e Ct1) - Ganha em uma corrida da Ct4 e a compra.
- RC410 (Ct2 e Ct1) - Ganha a compra.
- Fiera Complete (Ct3) - Ganha quando você completa 100 pontos na carreira com carros da Kamata.
- Angelus (Ct1 | SP) - Ganha em um duelo dificultativo.

#### Soldat
- Meltfire (Ct2 e Ct1) - Ganha a compra.
- Raggio (Ct2 e Ct1) - Ganha em uma corrida da Ct2 e a compra.
- Meltfire Complete (Ct2) - Ganha em um duelo.
- Raggio Complete (Ct2) - Ganha quando completa 100 pontos na carreira com carros da Soldat.
- Crinale (Ct1 | SP) - Ganha em um duelo dificultativo.

#### Sinseong Motors
- Jujak (Ct4, Ct3, Ct2 e Ct1) - Ganha em uma corrida da Ct4 e a compra.

#### Terrazi
- Starnose (Ct4, Ct3, Ct2 e Ct1) - Ganha em uma corrida da Ct4 e a compra.
- Centellee (Ct2 e Ct1) - Ganha a compra.
- Starnose Complete (Ct3) - Ganha quando completa 100 pontos na carreira com carros da Terrazi.
- Terrajin (Ct1 | SP) - Ganha em um duelo dificultativo.

#### Monstrous
- Monstrous (Ct1 | SP) - Ganha em um duelo dificultativo.

#### Namco
- Pac-Man 06 (Ct1 | SP) - Ganha em um duelo dificultativo.

## Recepção e prêmios
- Famitsu Magazine (JP) 36/40
- IGN 8.2/10
- Gamespot 8.0/10
- Edge Magazine 6/10

### Prêmios
- Recebido do IGN da PlayStation 3, o prêmio de Melhor Jogo de Corridas de 2006/2007.